# Casa de mi padre (canção)
"Casa de mi padre" é uma canção em espanhol da cantora norte-americana Christina Aguilera, foi escrita por Andrew Steele e Patrick C. Pérez para a trilha sonora do filme de comédia de 2012, Casa de mi padre. A canção foi recebida com críticas positivas dos críticos da música pelo vocal em sintonia com a canção de pop latino.

## Antecedentes
Em 29 de Abril de 2011, duas músicas inéditas de Christina Aguilera vazaram na internet: a primeira foi "Nasty", gravado junto com Cee Lo Green para a trilha sonora do primeiro filme de Aguilera, Burlesque, porém não foi incluída em última hora, e a outra foi "Casa de Mi Padre", abreviada por "La Casa". No final de Junho, foi confirmado que a canção "Casa de Mi Padre" seria incluída no filme de comédia de 2012, Casa de Mi Padre, dirigido por Matt Piedmont. No filme, Aguilera executa uma música, que acompanha os empréstimos iniciais. A câmera captura apenas a boca cantando a canção, que é uma referência ao musical The Rocky Horror Picture Show (1975).
"Casa de Mi Padre" é uma balada de pop latino, cantado em Inglês e Espanhol, gravado na Capitol Studios em Hollywood. Aguilera, que tem raízes equatorianos, já tinha gravado em 2000 um álbum totalmente no estilo de pop latino, intitulado como Mi Reflejo. O single foi disponibilizado na Amazon.com em 6 de Março de 2012.

## Faixas e formatos
A versão de "Casa de mi padre" contém apenas uma faixa com duração de dois minutos e cinquenta e dois segundos.
| Download digital |                    |         |  |
| N.º              | Título             | Duração |  |
| 1.               | "Casa de mi padre" | 2:52    |  |

## Créditos e pessoal
- Christina Aguilera - vocais;
- Andrew Steele – composição;
- Patrick C. Pérez – composição;
- Dana Nielsen - projeção e mixagem.[9]

## Desempenho nas tabelas musicais

### Posições
| Tabela musical (2012)         | Melhor posição |
| ----------------------------- | -------------- |
| Indonésia (Top Digital Songs) | 3              |

## Histórico de lançamento
| País           | Data                | Formato          | Editora discográfica |
| -------------- | ------------------- | ---------------- | -------------------- |
| Estados Unidos | 19 de Março de 2012 | Download digital | Lakeshore Records    |